# Yojijukugo

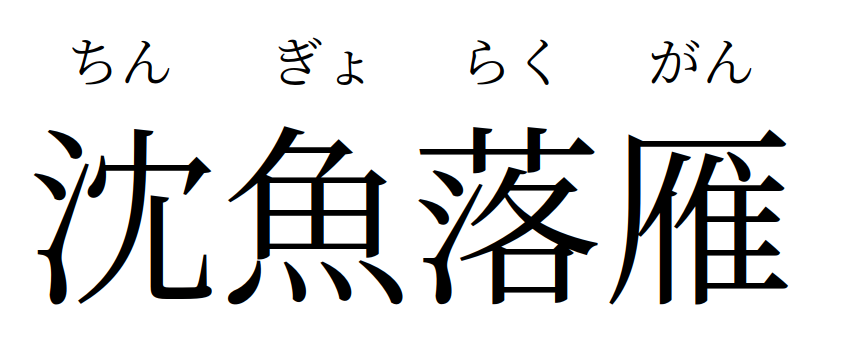
沈魚落雁 [chingyorakugan] is een idiomatische yojijukugo. De karakters betekenen afzonderlijk: zinken, vis, vallen, wilde gans. Maar het geheel betekent: "bijzonder mooie vrouw". De uitleg is als volgt, de vrouw in kwestie is zo mooi dat zelfs vissen zinken en wilde ganzen uit de lucht vallen.

Yojijukugo (Japans: 四字熟語, Hepburntransliteratie: Yojijukugo; [jo̞ʑi (d͡)ʑɨᵝkɯ̟ᵝɡo̞]) is een Japans lexeem bestaande uit vier kanji; karakters afgeleid van Chinese hànzì. Ze vormen samenstellingen met idiomatische- en niet-idiomatische betekenissen, wat inhoudt dat de betekenis niet altijd kan worden afgeleid van enkel de kanjikarakters. Yojijukugo zijn equivalent aan chéngyǔ in de Chinese talen. Om deze idiomatische yojijukugo te kunnen begrijpen dient men bekend zijn met: de verhalen, de legendes, of de filosofische stellingen waarvan ze zijn afgeleid. In de Europese talen kennen we soortgelijke idiomatische uitspraken, denk aan: Wolf in schaapskleren, de uitspraak refereert aan diverse verhalen en fabels waarin een wolf een gevaar vormde voor de protagonist, de schrijver gaat ervan uit dat de lezer de referentie begrijpt.

## Naam
Het woord yojijukugo is de Hepburntransliteratie van de kanji 四字熟語, deze bestaan uit twee losse kanjikarakters en één samenstelling, te weten: "vier", "karakter", en idioom. Een letterlijke vertaling in het Nederlands zou "vierkarakteridioom" kunnen zijn. Het moge worden opgemerkt dat yojijukugo op zichzelf óók een yojijukugo is.

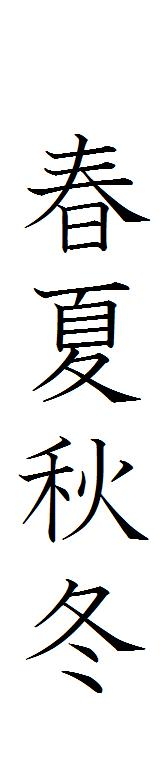
lente, zomer, herfst, winter

## Niet-idiomatischeyojijukugo
De overgrote meerderheid van de yojijukugo zijn niet-idiomatisch, wat betekent dat hun betekenis gemakkelijk kan worden afgeleid van de letterlijke betekenis van de kanjikarakters. 
Bijvoorbeeld de samenstelling: 屋内禁煙 [okunaikin'en] (binnen niet roken)
Het is opgebouwd uit de kanji: oku (屋, gebouw), nai (内, binnen), kin (禁, verboden), en (煙, roken). Het kan ook worden geïnterpreteerd als twee samenstellingen: okunai (屋内, binnen), en kin'en (verboden te roken). Op beide manieren is de betekenis van de samenstelling duidelijk, er is geen idiomatische betekenis buiten de letterlijke betekenis van de samenstelling.

### Voorbeelden van niet-idiomatische yojijukugo
- 屋内禁煙, okunaikin'en (okunai, binnen + kin'en, verboden te roken) - Binnen verboden te roken
- 大学教育, daigakukyōiku (daigaku, universiteit + kyōiku, educatie) - Universitaire opleiding
- 環境悪化, kankyōakka (kankyō, milieu + akka, vervuiling) - Milieuvervuiling
- 歴史小説, rekishishōsetsu (rekishi, historisch + shōsetsu, roman) - Historische roman
- 宣伝効果, sendenkōka (senden, publiciteit + kōka, effect) - Publiciteitseffect
- 春夏秋冬, shunkashūtou (shun, lente + ka, zomer + shū, herfst + tou, winter) - Lente, Zomer, Herfst, Winter
- 交通事故, kōtsūjiko (kōtsū, verkeer + jiko, ongeval) - Verkeersongeval
- 人工知能, jinkōchinō (jinkō, kunstmatig + chinō, intelligentie) - Kunstmatige intelligentie
- 火災警報, kasaikeihou (kasai, brand + keihou, alarm) - Brandalarm
- 市場競争, shijoukyousou (shijou, markt + kyousou, competitie) - Concurrentie
- 気候変動, kikouhendou (kikou, klimaat + hendou, verandering) - Klimaatverandering
- 医療保険, iryouhoken (iryou, gezondheidszorg + hoken, verzekering) - Ziektekostenverzekering
- 学生交流, gakuseikouryuu (gakusei, student + kouryuu, uitwisseling) - Studentenuitwisseling

## Idiomatischeyojijukugo
Naast de niet-idiomatische yojijukugo bestaan er ook vele duizenden idiomatische yojijukugo. Dit zijn echte idiomen en dit betekent dat de betekenis van de samenstelling niet kan worden afgeleid van de letterlijke betekenis van de kanjikarakters.
Bijvoorbeeld de samenstelling: 海千山千 [umisenyamasen] (sluwe oude vos)
Het is opgebouwd uit de kanji: umi (海, oceaan), sen (千, duizend), yama (山, berg), sen (千, duizend). De betekenis is afgeleid van een gezegde dat stelt: Een slang leeft voor duizend jaar in de oceaan en voor duizend jaar in de bergen, alvorens deze verandert in een draak. Iemand die oplettend is en mettertijd wijs is geworden wordt dan vergeleken met de slang, door te stellen: duizend jaar in de oceaan en duizend jaar in de bergen.
Veel idiomatische yojijukugo zijn overgenomen uit de klassieke Chinese en Boeddhistische literatuur; geschriften; oude Japanse gebruiken; gezegdes; historische en eigentijdse gebeurtenissen.

### Voorbeelden van idiomatische yojijukugo
- 一期一会, ichi-go ichi-e (let.: één keer, één bijeenkomst - fig.: het verleden komt nooit meer terug)
- 色恋沙汰, irokoizata (let.: kleur, romantiek, zand, verwijderen - fig.: liefdesaffaire)
- 手前味噌, temaemiso (let.: hand, voorop, smaak, onstuimig - fig.: zijn eigen loftrompet steken)
- 合縁奇縁, aienkien (let.: passende relatie, vreemde relatie - fig.: vreemde maar gelukkige relatie)
- 十人十色, jūnintoiro (let.: tien mensen, tien kleuren - fig.: iedereen heeft zijn eigen smaak)
- 沈魚落雁, chingyorakugan (let.: zinken, vis, vallen, wilde gans - fig.: bijzonder mooie vrouw)
- 一刀両断, ittōryōdan (let.: één zwaard, gehakt in twee delen - fig.: een drastisch besluit nemen)
- 色即是空, shikisokuzekū (let.: kleur is leegheid - fig.: alles is ijdelheid)
- 三千世界, sanzensekai (let.: drieduizend werelden - fig.: het hele universum)
- 順風満帆, junpūmanpan (let.: kalme wind, volle zeilen - fig.: alles gaat prima)
- 羊頭狗肉, yōtōkuniku (let.: schapenkop, hondenvlees - fig.: waren verkopen onder een betere naam)
- 生者必滅, shōjahitsumetsu (let.: levende mensen, moeten sterven - fig.: al wat leeft zal sterven)
- 起死回生, kishikaisei (let.: redden van de dood, wederopstanding - fig.: gered uit een hopeloze situatie)
- 一石二鳥, issekinichō (let.: één steen, twee vogels - fig.: twee problemen in één keer oplossen)
- 異体同心, itaidōshin (let.: verschillend lichaam, zelfde gedachte - fig.: twee zielen, één gedachte)
- 魑魅魍魉, chimimōryō (let.: bergdemoon, betoverende geest, onheilspellende geest, moerasdemoon - fig.: boze geesten of list en bedrog)